# Kammern im Liesingtal
Kammern im Liesingtal ist eine Marktgemeinde mit 1673 Einwohnern (Stand 1. Jänner 2024) im Bezirk Leoben und Gerichtsbezirk Leoben des österreichischen Bundeslandes Steiermark.

## Geografie
Kammern liegt im Liesingtal im Nordosten der Steiermark, inmitten der Obersteiermark.
Die Gemeinde Kammern erstreckt sich von 14° 51' 21" östlicher Länge (Roßriedel am Ende des Fadlgrabens) bis 14° 59' 47" (nordöstlich des Trabocher Sees) und von 47° 20' 55" nördlicher Breite (Hennerkogel am Südende des Leimsgrabens) bis 47° 26' 55" (Gößeck).
Die höchste Erhebung im Gemeindegebiet ist das Gößeck mit 2214 m ü. A., als höchste Erhebung des Reiting-Massivs. Weitere Erhebungen in diesem Bergmassiv sind: Klauen (1849 m ü. A.), Kahlwandspitze (2090 m ü. A.) und Grieskogel (2148 m ü. A.).
Im Süden liegt am Ende des Fadlgrabens der Klockkogel (1576 m ü. A.), den Leimsgraben säumen Hennerkogel (1533 m ü. A.), Hammerschlag (1413 m ü. A.), Leimssattel (1216 m ü. A.) und Steineck (1297 m ü. A.).
Die höchste Erhebung des isoliert im Tal bei Seiz gelegenen Veitscherwaldes ist der Reitererkogel mit einer Höhe von 953 m ü. A. Zwischen dem Reitererkogel und dem Tannkogel (922 m ü. A.) liegt das Wolfskreuz auf 865 m ü. A.
Der tiefste Punkt der Gemeinde liegt östlich von Mötschendorf (629 m ü. A.) auf 622 m ü. A. beim Übertritt der Liesing in die Gemeinde Traboch.

### Gemeindegliederung
Katastralgemeinden sind (Fläche Stand 31. Dezember 2023):
- Dirnsdorf (1.876,41 ha)
- Kammern (763,89 ha)
- Leims (1.609,29 ha)
- Mötschendorf (911,98 ha)
- Pfaffendorf (723,25 ha)

Ortschaften (Einwohner Stand 1. Jänner 2024) sind:
- Dirnsdorf (76)
- Glarsdorf (74)
- Kammern im Liesingtal (Hauptort, 932)
- Leims (10)
- Liesing (66)
- Mochl (92)
- Mötschendorf (51)
- Pfaffendorf (39)
- Seiz (296)
- Sparsbach (20)
- Wolfgruben (17)

Seit dem 27. Juni 2011 gehört die Gemeinde Kammern zur Kleinregion Liesingtal, welche an diesem Tag, gemeinsam mit den Gemeinden Kalwang, Mautern in Steiermark und Wald am Schoberpass, gegründet wurde.
Die Gemeinde bildet weiters gemeinsam mit Kalwang, Gaishorn am See, Mautern in Steiermark und Wald am Schoberpass den Tourismusverband „Palten-Liesing Erlebnistäler“ mit Sitz in Mautern.

### Nachbargemeinden
|                       |                                             | Trofaiach                    |
| Mautern in Steiermark | Kompassrose, die auf Nachbargemeinden zeigt | St. Peter-Freienstein        |
|                       | Kraubath an der Mur                         | Traboch St. Stefan ob Leoben |

### Gewässer
Der Hauptfluss in der Gemeinde ist die Liesing. Zahlreiche kleine Bäche fließen der Liesing zu, einige davon führen nur nach stärkeren Regenfällen Wasser, andere wiederum sind in der Natur gar nicht mehr wahrnehmbar, stehen aber sehr wohl noch im Gewässerverzeichnis des Landes Steiermark.
Von Süden fließen zur Liesing:
- Obersbach
- Fadlbach mit dem Klockgrabenbach und dem Hüttengrabenbach
- Leimsbach mit dem Modlhansbach und dem Hennerbach
- Kammersbach
- Steineckbach mit dem Klammbach
- Mötschendorf-Brunngrabenbach

Zuflüsse der Liesing von Norden:
- Schlossgrabenbach
- Schwarzenbach
- Seizerbach mit dem Dirnsdorferbach, dem Damischbach sowie dem Ploderbach, der seinerseits schon den Kaisertalbach und den Bechelbach aufgenommen hat
- Sparsbach
- Wolfskreuzgrabenbach
- Feitscherhofbach

Der östliche Tannkogelbach und der Trabocherseegraben münden direkt in den Trabocher See, von dem Teile des Ufers zur Gemeinde Kammern gehören. Der Mochlerbach fließt durch die Ortschaft Gai zum Veitscherbach, der dann in den Trabochersee mündet.

## Geschichte
Das früheste Schriftzeugnis ist von ca. 1130 und lautet auf „Kamera“. Der Name geht auf althochdeutsch kamara zurück und bedeutet ‚kleines Steinhaus‘ (eventuell als Verwaltungssitz).
Die Burgruinen Kammerstein (Unter-Kammern) und Ehrenfels (Ober-Kammern), welche von Adeligen mit weit reichenden Verbindungen (bis zum Schwiegersohn Kaiser Maximilians I., Siegmund von Dietrichstein) besessen wurden, belegen, dass die Herrschaft Kammern im Mittelalter teilweise überregionale Bedeutung hatte.
Am Reitererkogel dürfte – durch Bodenuntersuchungen nachgewiesen – eine Befestigung gestanden sein, die ursprüngliche Burg der Massenberger (?). Auch der Riedname Massenberg (Maser) südlich von Glarsdorf weist auf dieses Geschlecht hin.
Die Ortsgemeinde als autonome Körperschaft entstand 1850. Nach der Annexion Österreichs 1938 war die Gemeinde Teil des Reichsgaus Steiermark, 1945 bis 1955 gehörte sie zur britischen Besatzungszone in Österreich. Im Jahr 2010 erfolgte die Erhebung zur Marktgemeinde.

## Kultur und Sehenswürdigkeiten
- Burg Ehrenfels
- Burgruine Kammerstein

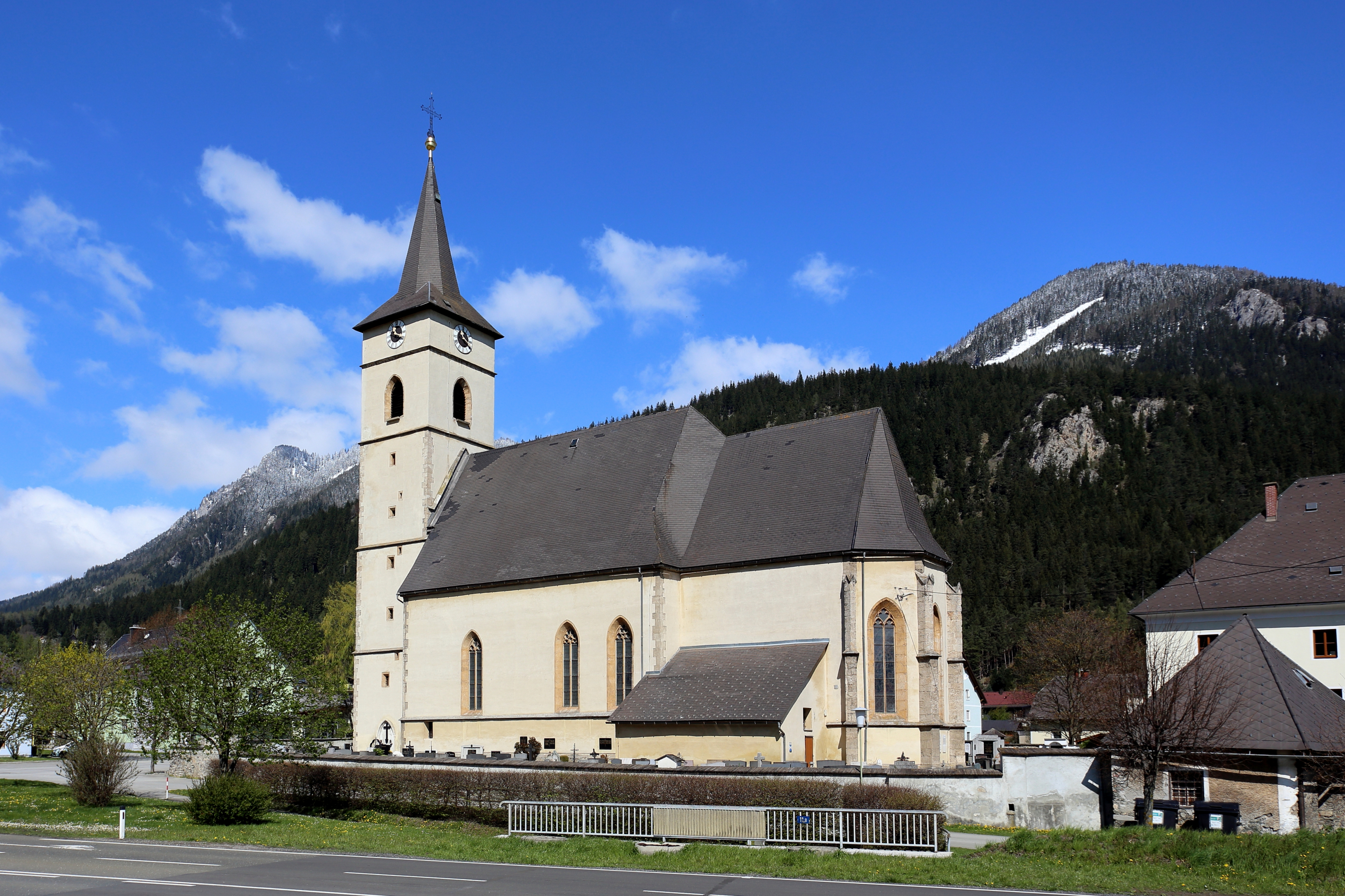
Pfarrkirche Kammern

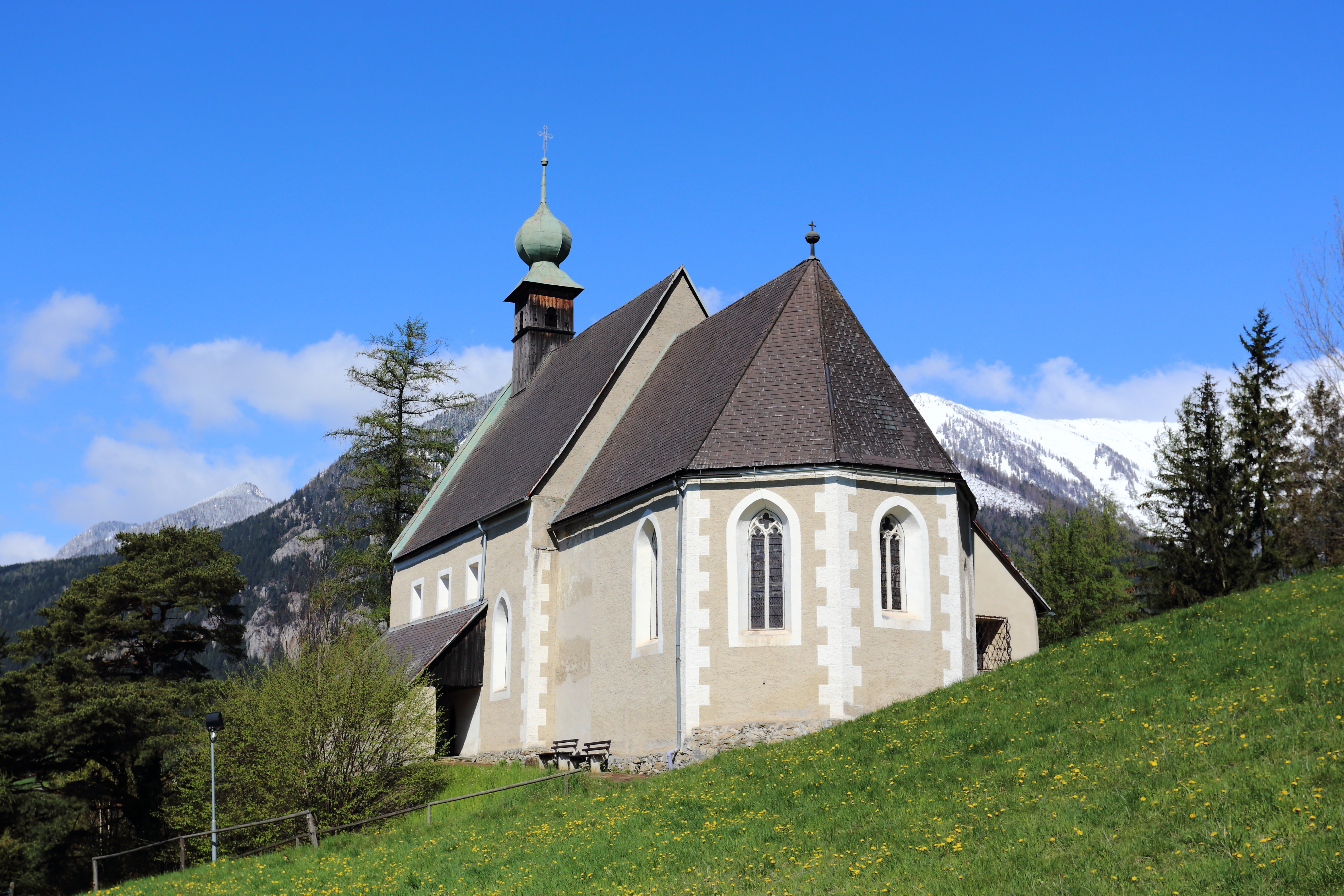
Filialkirche Seiz

- Katholische Pfarrkirche Kammern hl. Johannes der Täufer
- Katholische Filialkirche Seiz hl. Ulrich
- Privatmuseum Dr. Rüdiger Böckel, ein bäuerliches Gerätemuseum
- Museumshof Kammern
- Marterlweg

## Wirtschaft und Infrastruktur

### Wirtschaftssektoren
Die folgende Tabelle zeigt die Entwicklung der Anzahl der Betriebe und der Beschäftigten in den Wirtschaftssektoren:
| Wirtschaftssektor            | Anzahl Betriebe | Anzahl Betriebe | Anzahl Betriebe | Erwerbstätige | Erwerbstätige | Erwerbstätige |
| Wirtschaftssektor            | 2021            | 2011            | 2001            | 2021          | 2011          | 2001          |
| ---------------------------- | --------------- | --------------- | --------------- | ------------- | ------------- | ------------- |
| Land- und Forstwirtschaft 1) | 52              | 77              | 85              | 79            | 88            | 73            |
| Produktion                   | 20              | 15              | 19              | 137           | 206           | 213           |
| Dienstleistung               | 79              | 79              | 46              | 269           | 288           | 194           |

1) Betriebe mit Fläche in den Jahren 2010 und 1999, Arbeitsstätten im Jahr 2021

### Verkehr
- Bahn: Die Bahnhaltestelle Kammern liegt an der Schoberpassstrecke, einer Teilstrecke der Rudolfsbahn.
- Straße: Schoberpass Straße B 113.

## Politik

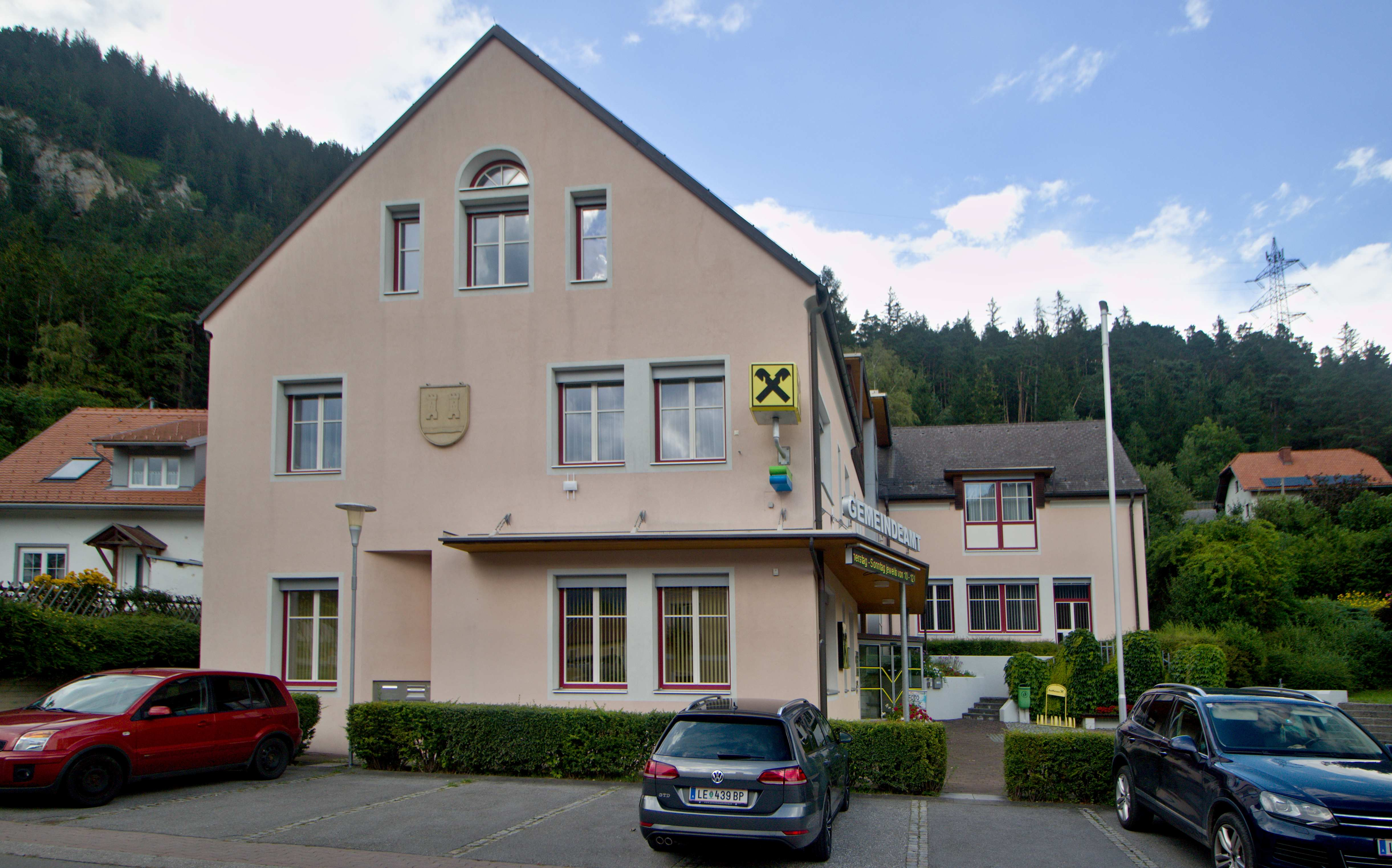
Gemeindeamt

Der Gemeinderat hat 15 Mitglieder.
| Jahr der Gemeinderatswahl | SPÖ | ÖVP | FPÖ |
| ------------------------- | --- | --- | --- |
| 2005                      | 9   | 6   | —   |
| 2010                      | 9   | 6   | —   |
| 2015                      | 9   | 5   | 1   |
| 2020                      | 10  | 5   | —   |

### Bürgermeister (seit 1945)
- 1947–1950: Karl Gruber (SPÖ)
- Johann Gasteiner (ÖVP)
- Anton Zötsch (ÖVP)
- Robert Karas (ÖVP)
- Andreas Stadler (ÖVP)
- Josef Mühleder (ÖVP)
- Karl Gruber (ÖVP)
- Rudolf Zündel (ÖVP)
- Franz Brandner (ÖVP)
- 1968–1989: Herbert Kühberger (ÖVP)
- 1989–2005: Josef Sprung (ÖVP)
- seit 2005: Karl Dobnigg (SPÖ)

### Wappen
Die Verleihung des Gemeindewappens erfolgte mit Wirkung vom 1. August 1967.

Blasonierung (Wappenbeschreibung):
„In Grün über einem silbernen Wellenbalken zwei mit Zinnen bewehrte silberne Türme.“
Die beiden Türme symbolisieren die Burgen Ehrenfels und Kammerstein, die hochgelegen am Nordhang des breiten grünen Tales stehen, das die Liesing durchfließt.

## Persönlichkeiten

### Ehrenbürger der Gemeinde
- 1968: Josef Krainer (1903–1971), Landeshauptmann
- 1979: Friedrich Niederl (1920–2012), Landeshauptmann
- 1988: Josef Krainer (1930–2016), Landeshauptmann
- 1995: Herbert Kühberger († 2009), Bürgermeister von Kammern im Liesingtal (1968–1989); Ehrenringträger seit 1985[12]

### Söhne und Töchter der Gemeinde
- Christoph von Zach (1474–1508), Bischof von Seckau 1502–1508
- Franz Xaver Widerhoffer (1742–1799), Komponist
- Karl Dobnigg (* 1949), Bürgermeister
- Selina-Maria Edbauer (Salena) (* 1998), Sängerin und Teilnehmerin beim Eurovision Song Contest 2023

### Personen mit Bezug zur Gemeinde
- Wolfhard von Ehrenfels († nach 5. Mai 1421), Bischof von Lavant 1411–1421
- Konrad zu Hohenlohe-Schillingsfürst (1863–1918), k.k. Ministerpräsident 1906
- Harald Laurich (1920–1995), Lehrer, Volksschuldirektor und Politiker (SPÖ); wirkte hier bis 1948 als Volksschullehrer
- Christa Zötsch (* 1956), Fußballspielerin und Nachwuchstrainerin